# 波拉伊卡兰
波拉伊卡兰（Polay Kalan），是印度中央邦Shajapur县的一个城镇。总人口10849（2001年）。

## 人口
该地2001年总人口10849人，其中男性5656人，女性5193人；0—6岁人口1768人，其中男906人，女862人；识字率60.75%，其中男性为73.85%，女性为46.49%。